# 克莉絲汀·麥卡錫
克莉絲汀·M·麥卡錫（英語：Christine M. McCarthy），美國實業家，現任華特迪士尼公司的財務長。她的直屬上司是羅伯特·艾格。

## 求學歷程
麥卡錫從史密斯學院畢業，獲得生物學學士學位。
她也有加州大學洛杉磯分校安德森管理學院的行銷管理碩士學位。

## 職業生涯
在加入迪士尼之前，麥卡錫曾在銀行業工作。1981年到1996年，麥卡錫在First Interstate Bancorp工作，擔任過多個財務和計劃職位。1997年至2000年，她擔任Imperial Bancorp的首席財務官和執行副總裁。2000年，她成為迪士尼的財務主管。2015年6月30日，麥卡錫取代傑伊·拉蘇洛被任命為華特迪士尼公司的首席財務官，合約為期四年，基本薪資為125萬美元，並有200％的績效獎金和250％的長期激勵獎。

## 外部連結
- 在華特迪士尼公司的簡歷 （页面存档备份，存于）